# Lufthansa Regional

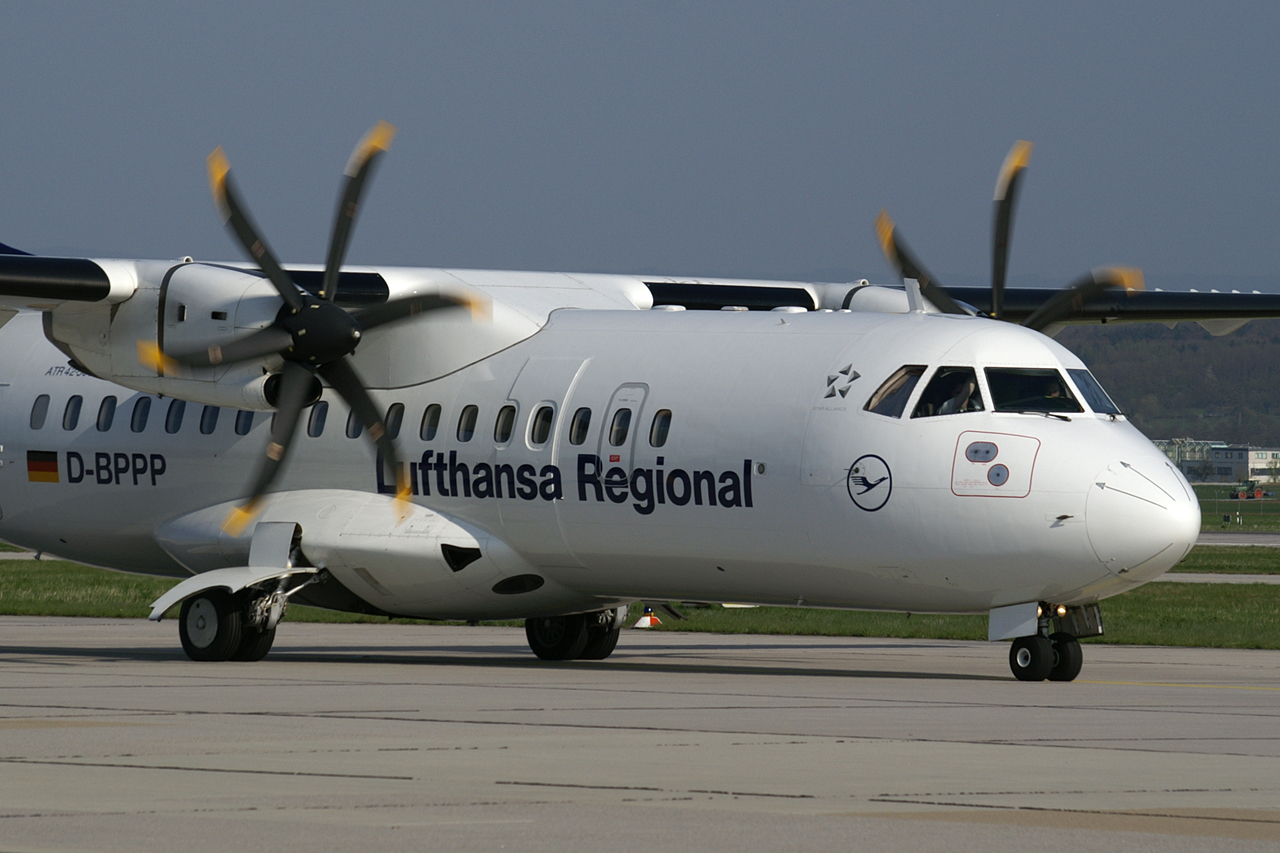
ATR-42 авіакомпанії Air Contact

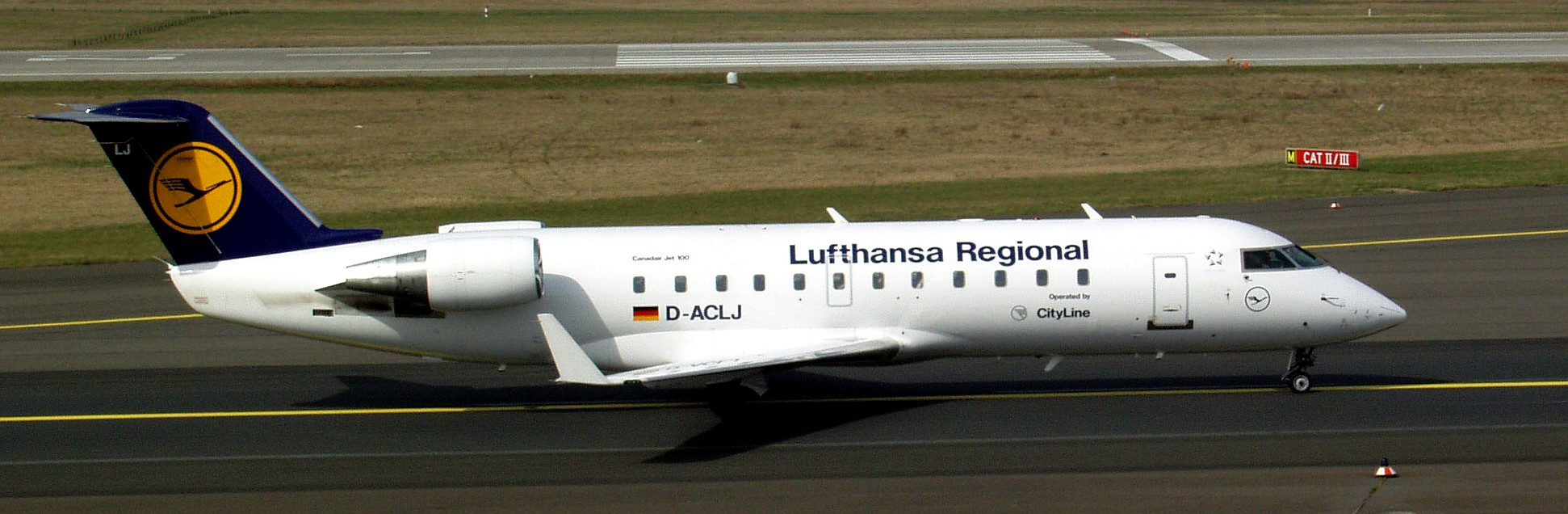
CRJ-100 авіакомпанії Lufthansa CityLine

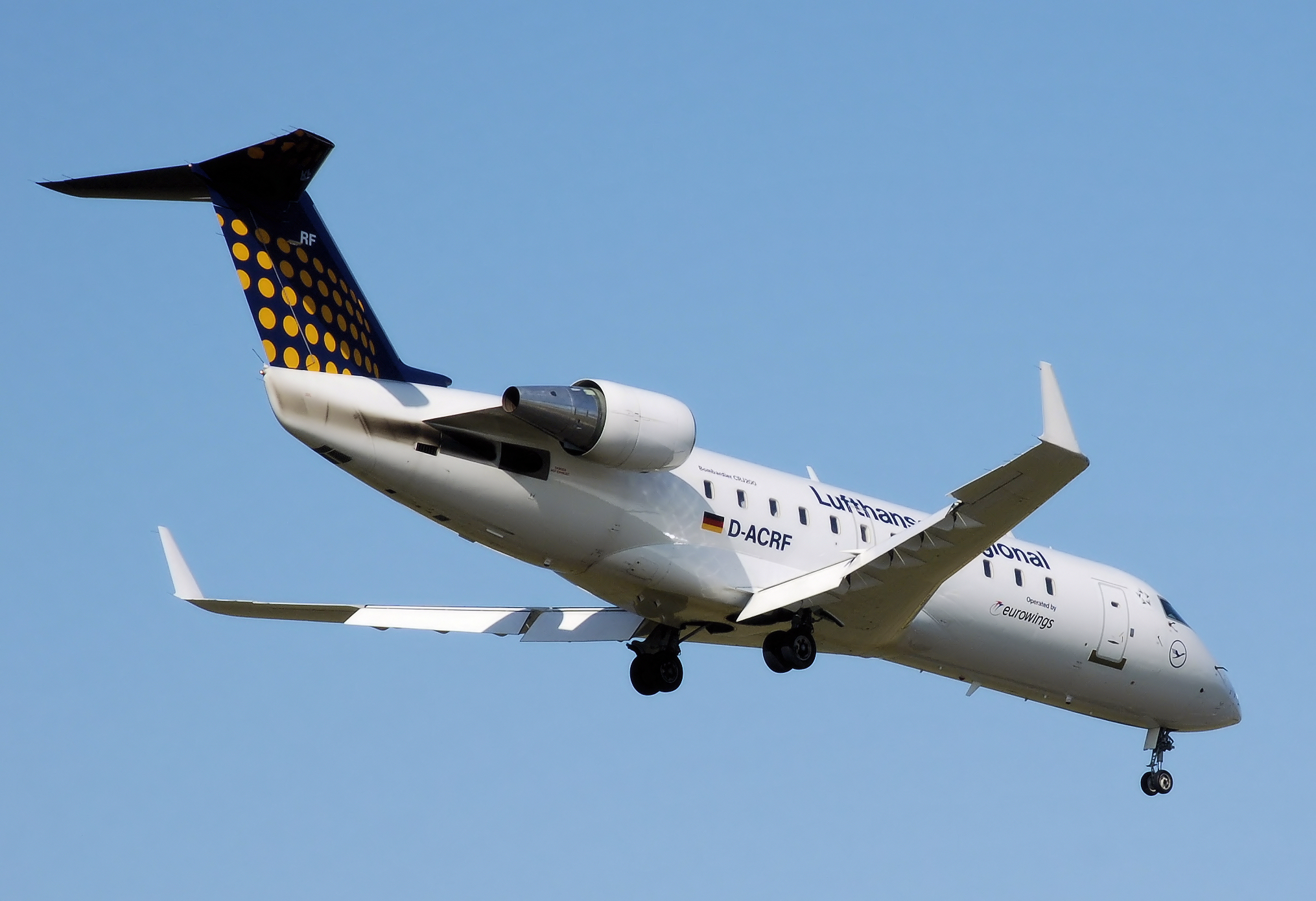
CRJ-200 авіакомпанії Eurowings

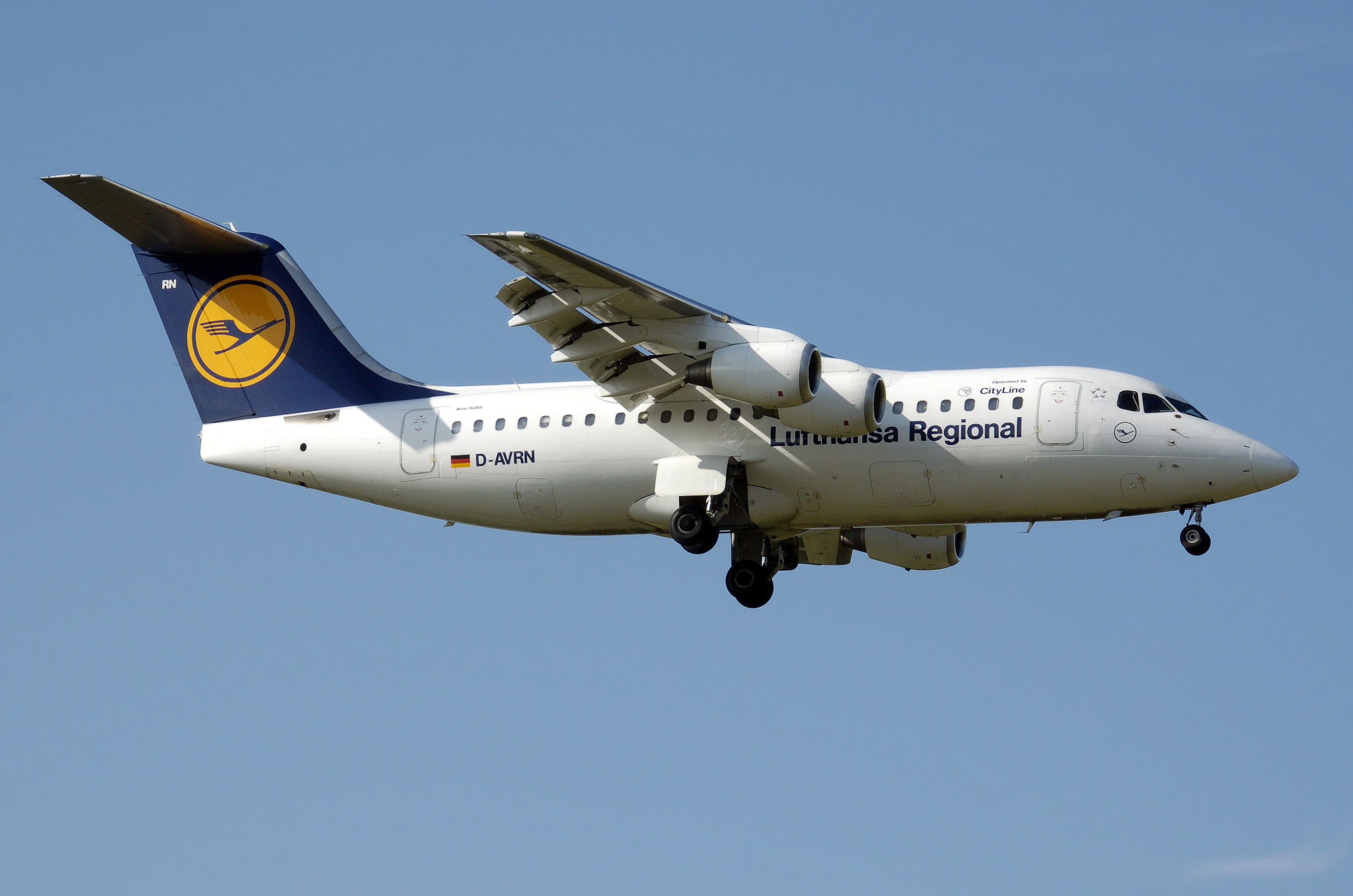
Avro RJ85 авіакомпанії Lufthansa CityLine у заході на посадку в Міжнародному аеропорт Бірмінгем

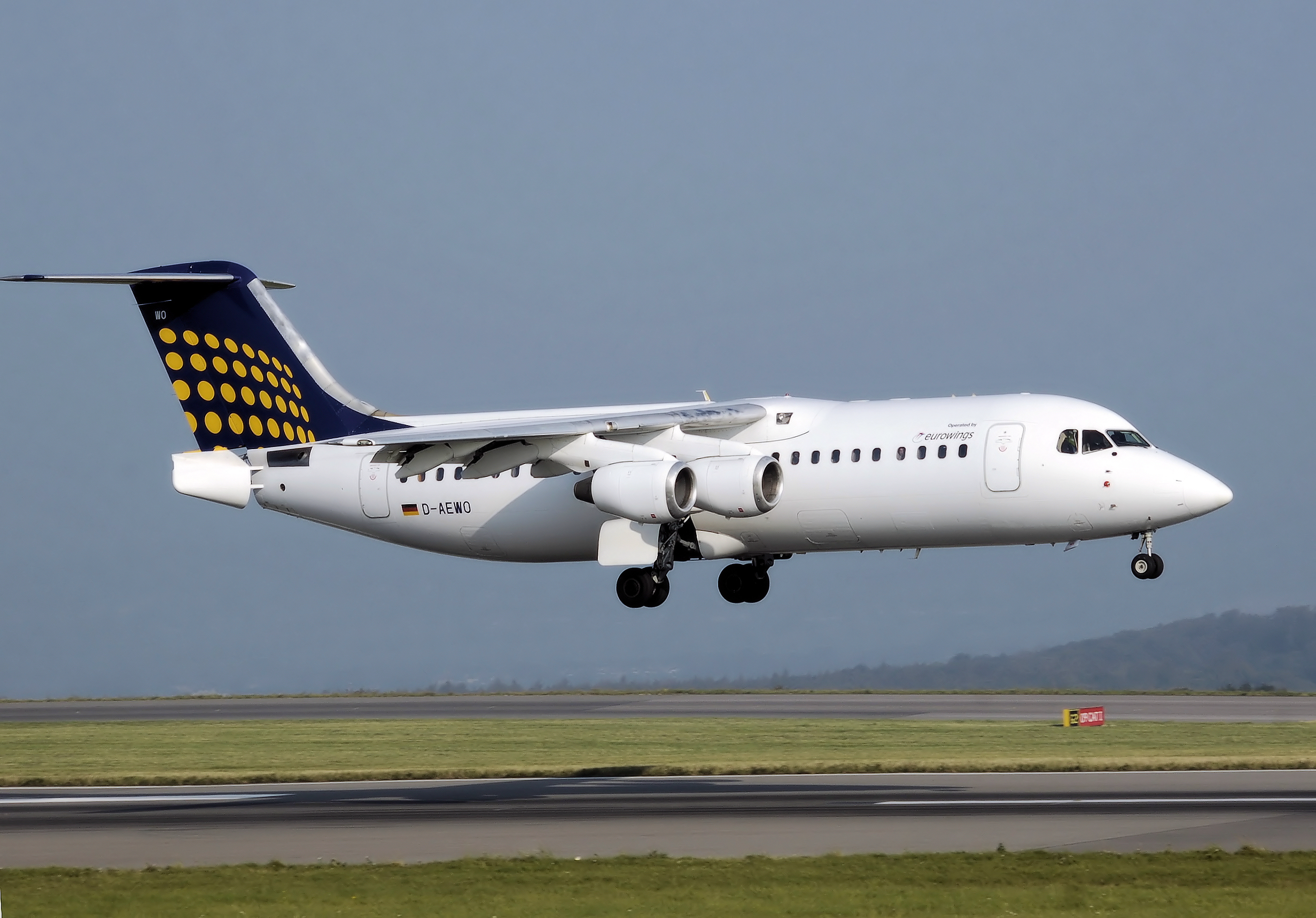
BAe 146-300 авіакомпанії Eurowings сідає в Міжнародному аеропорту Брістоль, Англія

Lufthansa Regional — комерційна група регіональних авіаперевізників, що належать флагманській авіакомпанії Німеччини Lufthansa.
Працюють під торговою маркою Lufthansa Regional регіональні авіакомпанії щорічно перевозять близько 10,5 мільйонів пасажирів, обслуговуючи понад 150 регулярних маршрутних напрямків у всіх країнах Європи і здійснюючи близько 5700 рейсів щотижня. Загальний повітряний флот Lufthansa Regional складає 150 літаків станом на квітень 2010 року.

## Склад
До складу комерційної групи Lufthansa Regional входять наступні регіональні авіакомпанії:
- Air Dolomiti
- Augsburg Airways
- Contact Air
- Eurowings
- Lufthansa CityLine

## Флот

### Lufthansa CityLine
У квітні 2010 року повітряний флот авіакомпанії Lufthansa CityLine становили такі літаки:
- 18 × Avro RJ85
- 12 × Bombardier CRJ-100 / CRJ-200LR
- 20 × Bombardier CRJ-700ER
- 12 × Bombardier CRJ-900 (15 on order)
- 4 × Embraer 190
- 4 × Embraer 195

Додатково компанією підписано угоду про лізинг ще 13 одиниць Avro RJ85, що означає експлуатацію цих літаків до кінця 2010-х років.
Середній вік парку літаків Lufthansa CityLine у березні 2010 року становив 8,5 років.

### Eurowings
У квітні 2010 року авіакомпанія Eurowings експлуатувала наступні літаки :
- 1 × BAe 146-200
- 2 × BAe 146-300
- 18 × Bombardier CRJ-100/200LR
- 2 × Bombardier CRJ-700
- 13 × Bombardier CRJ-900

Станом на березень місяць 2010 року середній вік суден компанії Eurowings склав 7,4 років.

### Contact Air
Повітряний флот авіакомпанії Contact Air в березні 2010 року становили наступні лайнери:
- 5 × ATR 42-500
- 8 × Fokker 100

При цьому, середніх вік літакового парку компанії склав 14 років.

### Augsburg Airways
Станом на березень місяць 2010 року повітряний флот авіакомпанії Augsburg Airways складали наступні літаки:
- 10 × Bombardier Dash 8 Q400
- 1 × Embraer 190
- 5 × Embraer 195

У тому ж місяці середній вік повітряний судів перевізника склав 5,3 років.

### Air Dolomiti
У квітні 2010 року авіакомпанія Air Dolomiti експлуатувала такі літаки:.
- 6 × ATR 42-500
- 13 × ATR 72-500
- 5 × Embraer 195

Станом на березень 2010 року середній вік парку літаків авіакомпанії склав 7,6 років..